# Изкуството на войната (филм)
За военния трактат със същото име на древния китайски автор Сун Дзъ вижте Изкуството на войната. 
„Изкуството на войната“ (на английски: The Art of War) е екшън филм от 2000 г.
Заглавието на филма е от едноименната древна китайска книга, написана от военния стратег Сун Дзъ. Филмът е повлиян в известна степен и от нея. Изпълнител на главната роля е Уесли Снайпс.

## В България
Филмът има дублаж на български език по Диема през 2011 г. Екипът се състои от:
| Преводач            | Калина Бошовска                                                                                    |
| Режисьор на дублажа | Димитър Кръстев                                                                                    |
| Тонрежисьор         | Стефан Дучев                                                                                       |
| Озвучаващи артисти  | Даниела Йорданова Ани Василева Георги Георгиев-Гого Николай Николов Силви Стоицов Здравко Методиев |

## Филми от поредицата за „Изкуството на войната“
Поредицата „Изкуството на войната“ включва 3 филма:
- „Изкуството на войната“ (2000)
- „Изкуството на войната II: Предателството“ (2008)
- „Изкуството на войната III“ (2009)